# کرام (تگزاس)
کرام، تگزاس(به انگلیسی: Krum, Texas) شهری در ایالت تگزاس از ایالات جنوبی ایالات متحده آمریکا است. در سرشماری سال ۲۰۰۰، جمعیت این شهر ۱۹۷۹ نفر اعلام شد.

## نگارخانه

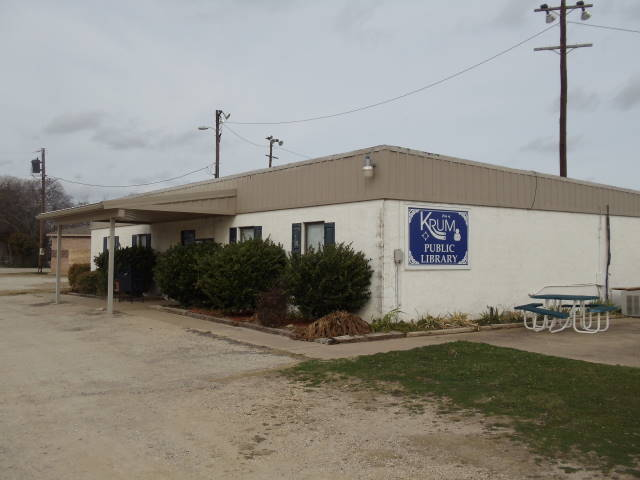
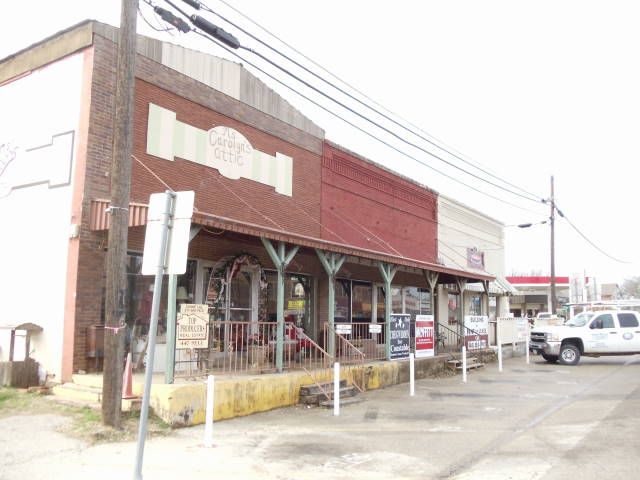